# 順天外科醫院
順天外科醫院是一棟位於臺北的住商兩用店屋建築，該建物落成於大正十年 (1921年)前後，其內外裝飾風格混合多種東西洋藝術手法。

## 沿革
該建物登記於大正十年（1921年），登記地址為太平町四丁目八六番號，登記所有權人為張連女士。
昭和六至十年（1921至1925年）該建物一樓出租予古川榮次郎作飲食店。昭和十五年（1930年），出租予梁術正開辦雜貨商號「松田商店」。
民國三十七年（1948年）二月十八日，謝氏兄弟買下該建物，並登記於民國三十八年二月二十四日。當時，該建物作順天外科醫院門診大樓兼自宅使用；順天外科之創辦人為謝唐山（臺灣第一位完成西式醫學教育的原住民外科醫師），最早開業於今延平北路，後由其三子謝伯津繼承，並再由謝伯淵繼續執業。當時，該建物一樓為順天外科醫院門診，其風格上則為住家。

## 建築
該建物立面屬典型洗石子四柱（柱頭為羅馬柱形式，主要形式為文藝復興樣式）三窗形式，並有於中央鑲嵌盾形飾之幾何樣式女兒牆。其騎樓為磚砌拱圈，騎樓天花板四周裝飾以線腳，並於中間設置一以白色霧面燈罩覆蓋燈座。其內窗型多為上下推拉式格狀木框玻璃窗。三樓臨延平北路之日式木窗有特殊窗櫺紋式。建物寬度與同區域內建物相仿，為寬約5至6公尺左右之「丈八厝」形式，且每層樓高約面寬五分之四左右。

## 周邊環境
該建物基地位於保安街並鄰近延平北路二段。保安街兩側有多棟醫院、診所及西藥房，多為日本時代建造之二至三層樓店屋形式建物，其裝飾手法有洋樓樣式、仿巴洛克式、現代主義式、裝飾藝術派（1920年代）等。附近亦有銀樓、布行、服飾商行等。

## 外部連結
- 太平町四丁目--大稻埕順天外科醫院的故事 （页面存档备份，存于）
- 順天外科醫院--臺北旅遊網
- 保安捌肆，大稻埕週邊，順天外科醫院舊址變成的咖啡館 – 這裡是造咖 （页面存档备份，存于）